# Tournoi du prince Faysal bin Fahad 2002
Navigation
Doha 2001 Le Caire 2003
Le tournoi du prince Faysal bin Fahad 2002 est la dix-huitième édition de la Coupe arabe des clubs champions de football. Organisée à Djeddah en Arabie saoudite, elle regroupe les clubs des pays arabes les plus performants de leur championnat national (champion, vice-champion ou vainqueur de la coupe nationale). 
C'est le club saoudienne du Al Ahly Djeddah qui est sacré champion après avoir battu les tunisiens du Club africain en finale. C'est le tout premier titre du club saoudien dans cette compétition.

## Compétition

### 1er Tour
Groupe A :
| Rang | Équipe     | Pts | J | G | N | P | Bp | Bc | Diff |  | Résultats (▼ dom., ► ext.) |  |     |     |
| ---- | ---------- | --- | - | - | - | - | -- | -- | ---- |  | -------------------------- |  | --- | --- |
| 1    | Al Ittihad | 6   | 2 | 2 | 0 | 0 | 11 | 1  | +10  |  | Al Ittihad                 |  | 4-1 | 7-0 |
| 2    | Qadsia SC  | 4   | 2 | 1 | 1 | 0 | 3  | 5  | -2   |  | Qadsia SC                  |  |     | 2-1 |
| 3    | Al Wahda   | 0   | 2 | 0 | 0 | 2 | 1  | 9  | -8   |  | Al Wahda                   |  |     |     |

Groupe B :
| Rang | Équipe            | Pts | J | G | N | P | Bp | Bc | Diff |  | Résultats (▼ dom., ► ext.) |  |     |     |
| ---- | ----------------- | --- | - | - | - | - | -- | -- | ---- |  | -------------------------- |  | --- | --- |
| 1    | Stade tunisien    | 4   | 2 | 1 | 1 | 0 | 4  | 1  | +3   |  | Stade tunisien             |  | 0-0 | 4-1 |
| 2    | Al Olympic Zaouia | 4   | 2 | 1 | 1 | 0 | 2  | 0  | +2   |  | Al Olympic Zaouia          |  |     | 2-0 |
| 3    | Al Merreikh       | 2   | 2 | 0 | 0 | 2 | 1  | 6  | -5   |  | Al Merreikh                |  |     |     |

Groupe C :
| Rang | Équipe         | Pts | J | G | N | P | Bp | Bc | Diff |  | Résultats (▼ dom., ► ext.) |     |     |   |
| ---- | -------------- | --- | - | - | - | - | -- | -- | ---- |  | -------------------------- | --- | --- | - |
| 1    | MAS Fès        | 6   | 2 | 2 | 0 | 0 | 5  | 0  | +5   |  | MAS Fès                    |     | 3-0 | - |
| 2    | Al-Ahli Manama | 0   | 2 | 0 | 0 | 2 | 0  | 5  | -5   |  | Al-Ahli Manama             | 0-2 |     | - |
| 3    | Al-Aqsa        | 0   | 0 | 0 | 0 | 0 | 0  | 0  | 0    |  | Al-Aqsa                    |     |     |   |

Groupe D :
| Rang | Équipe               | Pts | J | G | N | P | Bp | Bc | Diff |  | Résultats (▼ dom., ► ext.) |  |     |     |
| ---- | -------------------- | --- | - | - | - | - | -- | -- | ---- |  | -------------------------- |  | --- | --- |
| 1    | Al-Ahli              | 6   | 2 | 2 | 0 | 0 | 6  | 0  | +6   |  | Al-Ahli                    |  | 0-0 | 2-1 |
| 2    | Club africain        | 3   | 2 | 1 | 0 | 1 | 3  | 2  | +1   |  | Club africain              |  |     | 2-1 |
| 3    | Shabab Al-Hussein SC | 0   | 3 | 0 | 0 | 2 | 0  | 7  | -7   |  | Shabab Al-Hussein SC       |  |     |     |

### 2e Tour
Groupe A :
| Rang | Équipe            | Pts | J | G | N | P | Bp | Bc | Diff |  | Résultats (▼ dom., ► ext.) |  |     |     |     |
| ---- | ----------------- | --- | - | - | - | - | -- | -- | ---- |  | -------------------------- |  | --- | --- | --- |
| 1    | Al Ittihad        | 7   | 3 | 2 | 1 | 0 | 4  | 1  | +3   |  | Al Ittihad                 |  | 1-0 | 3-1 | 0-0 |
| 2    | Stade tunisien    | 4   | 3 | 1 | 1 | 1 | 6  | 5  | +1   |  | Stade tunisien             |  |     | 5-3 | 1-1 |
| 3    | Qadsia SC         | 3   | 3 | 1 | 0 | 2 | 5  | 8  | -3   |  | Qadsia SC                  |  |     |     | 1-0 |
| 4    | Al Olympic Zaouia | 2   | 3 | 0 | 2 | 1 | 1  | 2  | -1   |  | Al Olympic Zaouia          |  |     |     |     |

Groupe B :
| Rang | Équipe         | Pts | J | G | N | P | Bp | Bc | Diff |  | Résultats (▼ dom., ► ext.) |  |     |     |     |
| ---- | -------------- | --- | - | - | - | - | -- | -- | ---- |  | -------------------------- |  | --- | --- | --- |
| 1    | Al-Ahli        | 9   | 3 | 3 | 0 | 0 | 8  | 2  | +6   |  | Al-Ahli                    |  | 3-0 | 3-1 | 2-1 |
| 2    | Club africain  | 6   | 3 | 2 | 0 | 1 | 9  | 4  | +5   |  | Club africain              |  |     | 4-1 | 5-0 |
| 3    | MAS Fès        | 1   | 3 | 0 | 1 | 2 | 3  | 8  | -5   |  | MAS Fès                    |  |     |     | 1-1 |
| 4    | Al-Ahli Manama | 1   | 3 | 0 | 1 | 2 | 2  | 8  | -6   |  | Al-Ahli Manama             |  |     |     |     |

### Phase finale

#### Demi-finales
| Équipe 1   | Résultat | Équipe 2       |
| ---------- | -------- | -------------- |
| Al Ittihad | 2 - 4    | Club africain  |
| Al-Ahli    | 2 - 1    | Stade tunisien |

### Finale
| 3 février 2003 | Al-Ahli     | 1 - 0 | Club africain | Stade du Prince Abdullah Al-Faisal, Djeddah |                      |
|                | Barakat 67e |       |               | Spectateurs : 27 000                        | Spectateurs : 27 000 |